# Pyramides de Gizeh
Les pyramides de Gizeh, aussi appelées complexe pyramidal de Gizeh, sont l'ensemble des pyramides égyptiennes situées dans la nécropole de Gizeh sur le plateau de Gizeh, proche de la métropole du Caire. Elles sont les seules des Sept Merveilles du monde à avoir survécu jusqu'à nos jours. Ce complexe pyramidal est classé au patrimoine mondial de l'humanité depuis 1979.

## Plateau de Gizeh
Le plateau de Gizeh est situé à la lisière du désert occidental, sur la rive ouest du Nil, à 8 km du centre-ville de Gizeh et à 25 km du Caire. Ce plateau, nivelé par l'homme il y a 4 500 ans, a la forme approximative d'un carré de 1,6 à 1,9 km de côté. Le plateau est délimité au sud-est et au sud-ouest par deux failles orientées respectivement NE-SO et NO-SE, avec un escarpement côté sud-est descendant à 40 m de dénivellation, au pied duquel courait un bras du Nil, coulant au pied du site au moment de la construction des pyramides, le bras Ahramat, aujourd'hui disparu. Des chaussées menaient des pyramides jusqu’à des temples construit en contrebas, sur la rive du bras Ahramat, qui faisaient aussi office de port fluvial,. 
Le paysage n'était pas un paysage de désert, mais un paysage de savane avec rivières et lacs. Le débit du Nil était plus important et ce bras avait une profondeur de 2 à 8 mètres, et une largeur entre 200 et 700 mètres. Le Nil a dérivé vers l'Est et ce bras Ahramat a disparu, à la suite de la baisse des précipitations et peut-être en raison d'une catastrophe tectonique naturelle, la rive ouest du Nil étant désormais à 8 km à l’est du site. Les dernières pyramides édifiées, les pyramides du Moyen Empire, sont moins hautes, peut-être à la suite de l'assèchement progressif du bras Ahramat. L’assise du plateau s’abaisse doucement vers le sud-est (l’inclinaison des roches va de moins de 5° à plus de 10°).
Le plateau est constitué de roche calcaire à nummulites, issue de la formation de Mokattam (éocène moyen),. Plusieurs carrières à proximité des pyramides ont été exploitées tandis que des collines naturelles de ce plateau « ont été utilisées comme assises pour la construction des deux grandes pyramides. Le volume minimum de ces collines peut être estimé par rapport au volume total à 12 % pour Khephren et 23 % pour Kheops ».

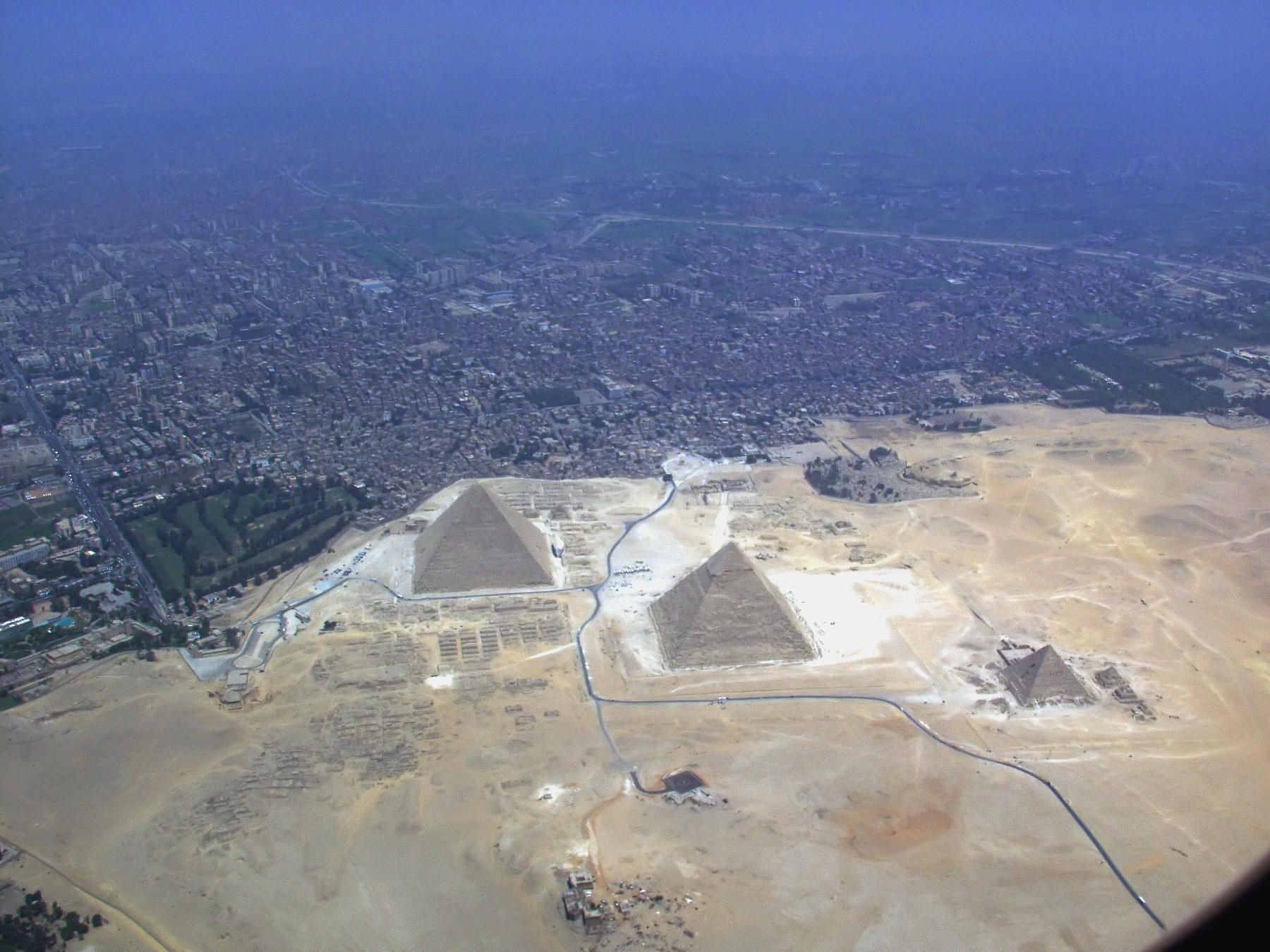
L'alignement des pyramides

L'alignement des pyramides est situé sur le sommet d'un pli anticlinal d’axe NE-SO. Contrairement à ce que l'on peut lire ou entendre, ce n'est pas la ceinture d'Orion, la constellation du Grand Chien ou le lever héliaque de Sirius qui a dicté l'orientation N-S et E-O des trois grandes pyramides. Étant situées au milieu des carrières d'où proviennent les matériaux avec lesquels elles furent construites, leur orientation N-S et E-O est principalement commandée par la fracturation la plus fine des diaclases métriques diagonales (N-S et E-O) par rapport à l'axe du pli et qui ont été préférentiellement utilisées dans l'exploitation des carrières. Ces discontinuités facilitaient en effet l'extraction en servant de limites aux blocs.

## Pyramides

Carte de la nécropole de Gizeh.

Les trois plus grandes et plus célèbres des pyramides d'Égypte, celles de Khéops, Khéphren et Mykérinos, se trouvent sur la nécropole de Gizeh. Le site comprend également quelques pyramides plus petites comme les « pyramides des reines » et la pyramide de Khentkaous Ire.

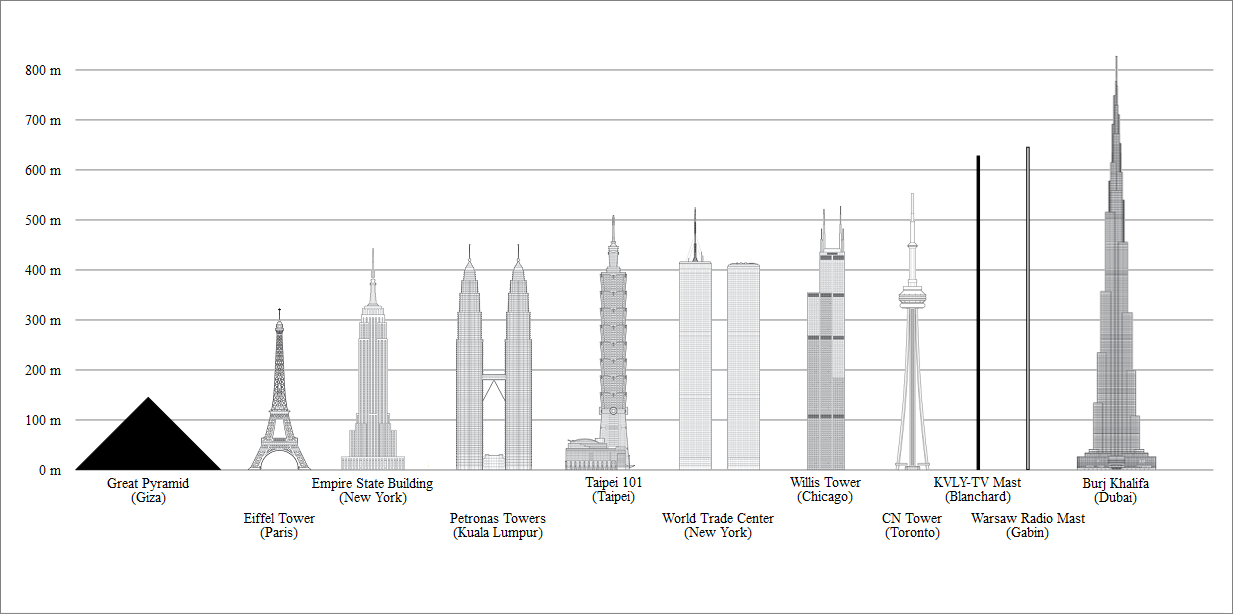
Les pyramides de Khéops et de Képhren ont été les édifices les plus hauts au monde pendant près de 4000 ans, avant que les flèches de certaines cathédrales les dépassent de peu à partir du XIIIe siècle et que les monuments du XIXe siècle les surpassent largement.

L'égyptologie naissante du XIXe siècle posant plus de questions qu'elle ne pouvait apporter de réponses, des mythes modernes ont vite rempli les trous qu'ont laissés ces pyramides (elles seraient des greniers de Joseph, des édifices construits par des aliens afin de servir de balises d'atterrissage pour des vaisseaux extraterrestres, des vestiges de l'Atlantide, des centrales électriques sans fil…). Bien qu'il existe aujourd'hui une documentation aussi bien textuelle qu'archéologique importante permettant d'appréhender la manière dont elles ont été construites et la symbolique qu'avaient ces monuments aux yeux de leurs bâtisseurs, il existe encore de nos jours, selon l'égyptologue Hélène Bouillon, de nombreux médias adeptes du sensationnalisme qui surjouent le « mystère des pyramides ».
On accède aux pyramides généralement par le faubourg populaire de Gizeh (village de Nazlet el-Samman) en empruntant la route des Pyramides (sharia El-Ahram) inaugurée en 1869 par l'impératrice Eugénie à l'occasion des festivités d'inauguration du canal de Suez. Cette route dessert le site par le nord grâce à plusieurs parkings[réf. souhaitée].